# Frans Spekreijse
F.J. (Frans) Spekreijse (11 september 1953) is een Nederlands politicus.
Zijn vader was ondernemer en zelf is hij dat ook lange tijd geweest. In 1986 begon hij de onderwijsorganisatie 'Variant' dat zich bezighield met het begeleiden van kinderen, jongeren en volwassenen met specifieke leerproblemen. Variant begeleidde ook scholen Basisonderwijs en Voortgezet onderwijs. Variant ontwikkelde veel leermiddelen voor de doelgroep en leidde leerkrachten op tot Remedial Teachers. Van 'Variant' met vestigingen in Nederland, België en de Nederlandse Antillen was hij tot 1999 eigenaar en algemeen directeur.
Daarnaast zat Spekreijse van 1986 tot 1998 in de gemeenteraad van de toenmalige Achterhoekse gemeente Wisch waarvan de laatste vier jaar als fractievoorzitter van de lokale partij Gemeentebelangen Wisch. In 1998 werd hij daar wethouder en in 2001 volgde zijn benoeming tot burgemeester van de Noord-Hollandse gemeente Wieringermeer. Hij was de eerste burgemeester in Nederland die zonder lid te zijn van een politieke partij burgemeester werd! Sinds december 2005 is hij weer terug in Gelderland waar hij de burgemeester van Lochem is geworden. Spekreijse is in 2003 lid geworden van de VVD. In oktober 2013 maakt hij bekend te stoppen als burgemeester.
Frans Spekreijse is een bekend MfN register mediator en ADR professional. Vele jaren is hij bestuurder geweest van de NMI en van 2014 tot 2018 van de MfN. Hij is de oprichter en vele jaren bestuursvoorzitter geweest van de VMO (Vereniging mediators bij de Overheid. Hij kan gezien worden als een van de pioniers die mediation in Nederland op de kaart heeft gezet en zeker bij de overheid.
Frans Spekreijse is ook een ombudsman, beleidsbemiddelaar, coach en trainer.
Spekreijse heeft vier dochters en 11 kleinkinderen.